# Théorème de Howie
Pour les articles homonymes, voir Howie.
En mathématiques, le théorème de Howie, du nom du mathématicien John M. Howie, énonce qu'une application non bijective d'un ensemble fini dans lui-même peut se décomposer en un produit d'applications idempotentes.

## Énoncé
Théorème — Si {\displaystyle X} est un ensemble fini non vide et {\displaystyle \alpha } une application non bijective de {\displaystyle X} dans {\displaystyle X}, alors il existe un nombre fini d'applications {\displaystyle \pi _{1},\pi _{2},...,\pi _{n}} de {\displaystyle X} dans {\displaystyle X} vérifiant {\displaystyle \pi _{i}\circ \pi _{i}=\pi _{i}} pour tout {\displaystyle i} et telles que {\displaystyle \alpha =\pi _{1}\circ ...\circ \pi _{n}},.